# كورشاتوف
كورشاتوف (بالروسية: Курчатов) هي إحدى مدن روسيا في الكيان الفدرالي الروسي كورسك أوبلاست.

## أعلام
- إنا ديرغلاسوفا